# Колодій Едуард Петрович
Едуар́д Петро́вич Колоді́й (* 1992) — підполковник Збройних сил України, учасник російсько-української війни.

## З життєпису
У мирний час проживає у місті Новомосковськ. 2013 року закінчив Академію сухопутних військ імені гетьмана Петра Сагайдачного, спеціальність — управління діями підрозділів аеромобільних військ. Начальник штабу батальйону 25-ї окремої повітрянодесантної бригади.
Брав участь у боях на сході України в складі 25-ї бригади. Протягом шести місяців брав активну участь у визволенні населених пунктів Донецької області. Був залучений до проведення операцій знищення бойовиків на блокпостах і в районах їх розташування. У серпні — вересні 2014 року виконував завдання у складі зведеного підрозділу — у часі ведення рейдово-бойових дій у населених пунктах Бахмут (Артемівськ), Дебальцеве, Вуглегірськ, Жданівка, Нижня Кринка. 

## Нагороди
- Хрест бойових заслуг (16 серпня 2024) — за особисту мужність, виявлену у захисті державного суверенітету та територіальної цілісності України, самовіддане виконання військового обов'язку[1].
- Орден Богдана Хмельницького III ступеня (26 лютого 2015) — за особисту мужність і героїзм, виявлені у захисті державного суверенітету та територіальної цілісності України, вірність військовій присязі під час російсько-української війни[2].